# Barberton, Western Australia
Barberton är en ort i Australien. Den ligger i kommunen Moora och delstaten Western Australia, omkring 140 kilometer norr om delstatshuvudstaden Perth. Orten hade 22 invånare år 2016. Närmaste större samhälle är Moora, nära Barberton.